# Chris Colfer
Chris Colfer est un acteur,  scénariste et écrivain américain, né le 27 mai 1990 à Clovis (Californie). Il se fait connaître grâce au rôle de Kurt Hummel dans la série musicale Glee (2009-2015).
Depuis 2012, il est écrivain de plusieurs romans, dont la série littéraire à succès Le Pays des contes (The Land of Stories).

## Biographie

### Jeunesse
Christopher Paul Colfer naît et grandit à Clovis. Sa mère, Karyn Boling, est infirmière et son père, Timothy Colfer, agent d'entretien. 
Il chante dès son plus jeune âge à la chorale de l'église de Clovis, mais il dira plus tard avoir détesté cette expérience car il était rangé avec les ténors alors qu'il est un contre-ténor : il devait donc chanter avec une voix plus grave que sa voix naturelle. 
Sa petite sœur étant atteinte d'une forme sévère d'épilepsie, il passe la plupart de son temps à son chevet à l'hôpital. Très attiré par la littérature, il écrit sa première histoire à sept ans ; il confiera plus tard qu'à l'époque il ne faisait pas la différence entre écrivain et acteur, ces deux métiers ayant pour lui le même but : raconter une histoire. Il décide néanmoins de devenir acteur après être allé pour la première fois au cinéma avec sa mère[réf. nécessaire].
Au collège certains élèves font de lui leur souffre-douleur,,. Il se fait frapper et harceler tous les jours, à tel point que ses parents sont obligés de le scolariser à domicile de la cinquième à la quatrième. Au lycée, il devient président du club d'écriture et du club de théâtre mais le harcèlement persiste jusqu'à l'obtention de son diplôme en 2008.
En janvier 2016, il perd sa mère, morte brusquement à la suite d'un accident domestique[réf. nécessaire].

### Carrière

#### Acteur

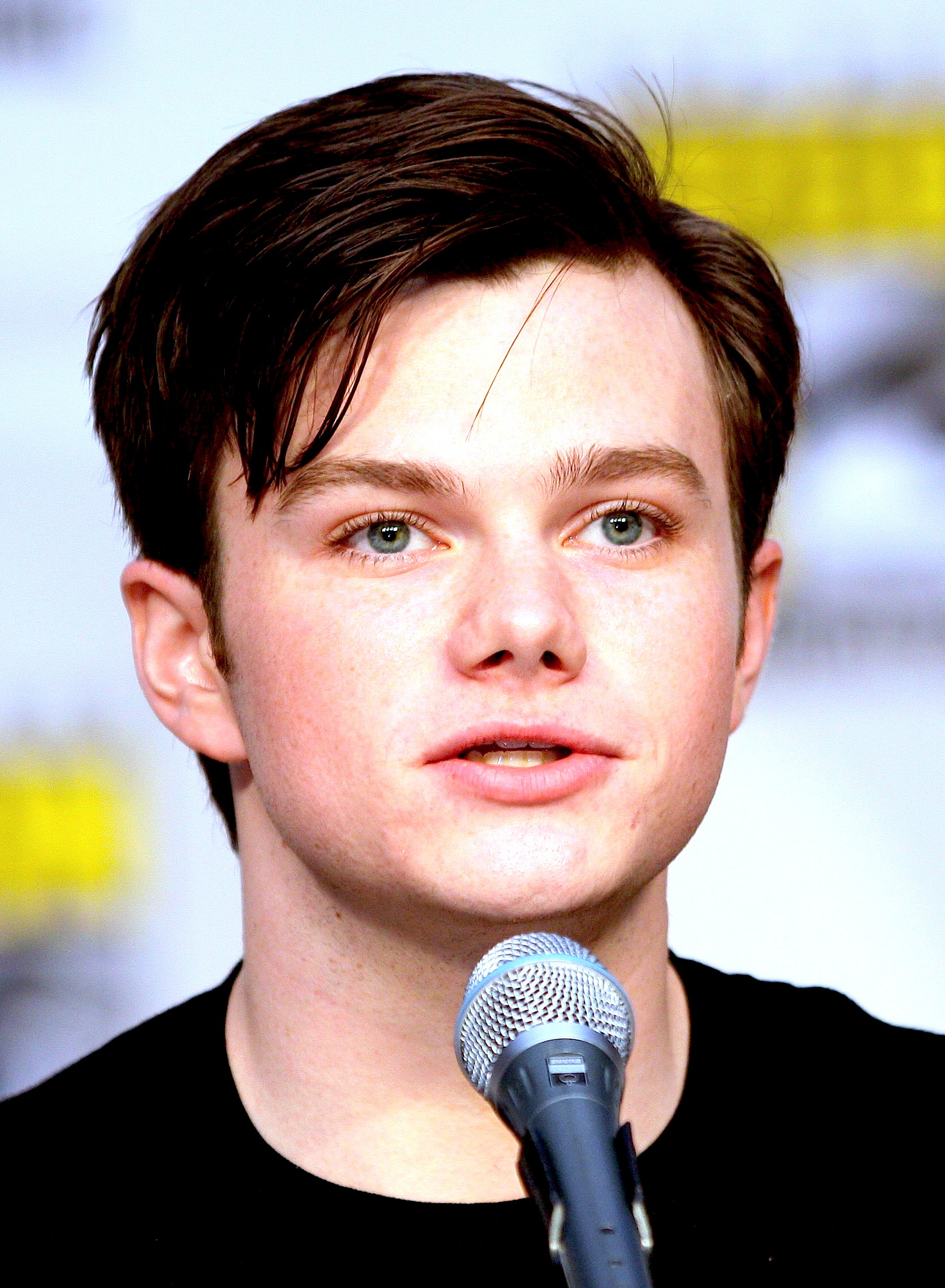
Chris Colfer en 2010.

En octobre 2008, alors qu'il est étudiant à l'université de Fresno, Chris Colfer auditionne pour le rôle d'Artie de la série musicale Glee, produite par la chaîne Fox. Kevin McHale l'est retenu. Cependant les producteurs et scénaristes, impressionnés par sa personnalité, décident de créer le personnage de Kurt Hummel, un jeune étudiant assumant ouvertement son homosexualité, en s'inspirant du passé de Chris Colfer. Sa composition remarquée le propulse du jour au lendemain au rang de vedette. Il quitte ses études, puis sa ville natale Clovis pour s'installer définitivement à Los Angeles  et incarne Kurt Hummel durant six saisons, participant parallèlement avec les autres acteurs à de nombreux concerts live. Son rôle vaut une récompense de la meilleure distribution dans une comédie pour Glee, partagée avec ses camarades.
En 2013, il incarne Carson dans son premier long métrage Struck (Struck by Lightning) de Brian Dannelly, dépeignant un lycéen mort tué par la foudre qui rêvait d'être journaliste, mais condamné à vivre entre sa mère alcoolique, sa grand mère alzheimer et son père remarié. Film qu'il a également écrit et qu'il décidera plus tard d'adapter en roman après son succès à sa sortie au cinéma. 
En 2016 il joue aux côtés de Jennifer Saunders et Joanna Lumley dans le film Absolutely Fabulous, le film (Absolutely Fabulous: The Movie) de Mandie Fletcher.
En 2017, il annonce l'arrivée d'une nouvelle série Indigo, dont il jouera un des personnages principaux.

#### Écrivain et scénariste
En 2011, Chris Colfer figure parmi les cent personnes les plus influentes au monde, selon le magazine Time.

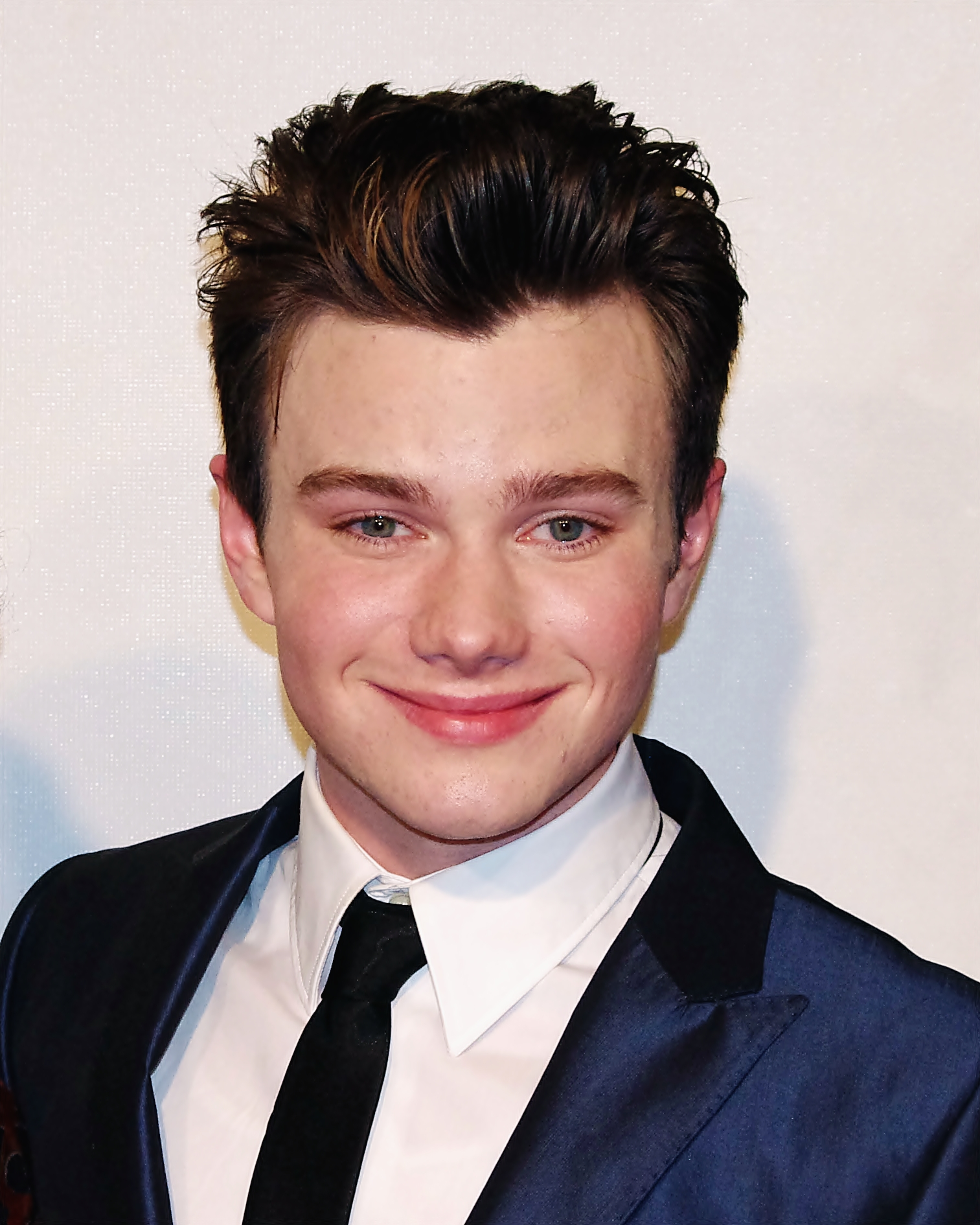
Chris Colfer en 2012.

Fort de cette notoriété, il revient à sa passion, l'écriture, et annonce, en juin de la même année, la publication d'une série de livres, Le Pays des contes (The Land of Stories), édités par Little, Brown Books for Young Readers (maison appartenant au groupe Hachette) et racontant les aventures d'un frère et d'une sœur, Conner et Alex, dans un univers qui mélange monde moderne et féerie. Le premier tome, intitulé The Wishing Spell (histoire qu'il a commencé à écrire lorsqu'il avait sept ans), sort en 2012 puis en France l'année suivante sous le titre Le Sortilège perdu. Il sera suivi de cinq autres. 
Il est également scénariste : il est l'auteur de Struck (Struck by Lightning) de Brian Dann, son premier long métrage en tant que scénariste et acteur, et son adaptation de The Little Leftover Witch sera produite pour la télévision par Disney.
En 2013, il publie la version littéraire de Struck by Lightning, intitulée The Carson Phillips Journal. Le livre est classé au rang de best-seller aux États-Unis. Il est sorti en France sous le titre Struck : Un destin foudroyant le 16 mai 2013. À sa sortie sur iTunes, le film se classe premier dans les ventes de films indépendants.
En juin 2017, il annonce, sur son compte Twitter, l'adaptation cinématographique du Pays des contes, dont il sera le scénariste et le producteur. Le tournage devrait commencer à l'été 2018.

### Vie privée
Ouvertement gay, il n'a jamais eu de problème avec ses parents à ce propos et s'est engagé dans plusieurs causes comme la lutte contre le harcèlement à l'école au travers de la campagne It Gets Better Project, pour le Trevor Project.
Il est également membre de l'organisation Uprising of Love qui lutte pour la reconnaissance des gays, lesbiennes, bisexuels et transgenres russes,.
Il a participé à plusieurs manifestations caritatives pour la fondation Make-A-Wish, Let Girls Learn et la Elton John AIDS Foundation[réf. nécessaire]. Il s'implique aussi dans la protection des animaux.[réf. nécessaire]
Depuis janvier 2013, il est en couple avec Will Sherrod, un coordinateur qu'il a rencontré en novembre 2012 à la fête d'Halloween de Matthew Morrison[réf. nécessaire].

## Filmographie

### Cinéma

#### Longs métrages
- 2010 : Marmaduke de Tom Dey : le chien de scène n°2 (voix)
- 2011 : Glee, le concert 3D : Kurt Hummel
- 2012 : Struck (Struck by Lightning) de Brian Dannelly : Carson Phillips
- 2016 : Absolutely Fabulous, le film (Absolutely Fabulous: The Movie) de Mandie Fletcher : Christopher

#### Court métrage
- 2009 : Russel Fish: The Sausage and Eggs Incident de Terence Heuston : Russel Fish

### Télévision

#### Téléfilm
- 2012 : 8 de Rob Reiner : Ryan Kendall

#### Séries télévisées
- 2009–2015 : Glee : Kurt Hummel (121 épisodes)
- 2011 : The Cleveland Show : Kurt Hummel (voix ; saison 2, épisode 11 : How Do You Solve a Problem Like Roberta?)
- 2014-2015 : Hot in Cleveland : Tony Chase (2 épisodes)
- 2017 : En coulisse avec Julie (Julie's Greenroom) : lui-même (2 épisodes)
- 2021-2022 : Ridley Jones : La protectrice du musée (Ridley Jones) : Kosy (voix ; 4 épisodes)

## Discographie

### Singles
| 2009                                             |     |    |    |                           |
| Defying Gravity                                  | 31  | 58 | 38 | Glee: The Music, Volume 1 |
| Don't Stop Believin'                             | 4   | 5  | 50 | Glee: The Music, Volume 1 |
| Gold Digger                                      | –   | 59 | –  | Glee: The Music, Volume 1 |
| Push It                                          | –   | 60 | –  | Glee: The Music, Volume 1 |
| Somebody to Love                                 | 28  | 65 | 33 | Glee: The Music, Volume 1 |
| It's My Life / Confessions, Pt. II               | 30  | 22 | 25 | Glee: The Music, Volume 1 |
| Keep Holding On                                  | 56  | 56 | 58 | Glee: The Music, Volume 1 |
| Proud Mary                                       | –   | –  | –  | Glee: The Music, Volume 2 |
| Lean on Me                                       | 50  | 76 | 39 | Glee: The Music, Volume 2 |
| Imagine                                          | 67  | 82 | 49 | Glee: The Music, Volume 2 |
| Hair / Crazy in Love                             | –   | –  | –  | Glee: The Music, Volume 2 |
| Jump                                             | 104 | –  | –  | Glee: The Music, Volume 2 |
| Smile                                            | 102 | –  | –  | Glee: The Music, Volume 2 |
| You Can't Always Get What You Want               | –   | –  | –  | Glee: The Music, Volume 2 |
| My Life Would Suck Without You                   | 51  | 66 | 40 | Glee: The Music, Volume 2 |
| Last Christmas                                   | 63  | 60 | 46 | Last Christmas - Single   |
| « — » signifie que le titre ne s'est pas classé. |     |    |    |                           |

### UniversLe Pays des contes

#### Le Pays des contes
1. Le Sortilège perdu, Michel Lafon, 2013 ((en) The Wishing Spell, Little, Brown Books for Young Readers, 2012)
2. Le Retour de l'enchanteresse, Michel Lafon, 2014 ((en) The Enchantress Returns, Little, Brown Books for Young Readers, 2013)
3. L'Éveil du dragon, Michel Lafon, 2015 ((en) A Grimm Warning, Little, Brown Books for Young Readers, 2014)
4. Au-delà des royaumes, Michel Lafon, 2016 ((en) Beyond The Kingdoms, Little, Brown Books for Young Readers, 2015)
5. L'Odyssée imaginaire, Michel Lafon, 2017 ((en) An Author's Odyssey, Little, Brown Books for Young Readers, 2016)
6. La Collision des mondes, Michel Lafon, 2018 ((en) Worlds Collide, Little, Brown Books for Young Readers, 2017)

#### Une histoire de magie
1. Une histoire de magie, Michel Lafon, 2020 ((en) A Tale of Magic…, Little, Brown Books for Young Readers, 2019)
2. Une histoire de sorcellerie, Michel Lafon, 2021 ((en) A Tale of Witchcraft…, Little, Brown Books for Young Readers, 2020)
3. Une histoire d'alchimie, Michel Lafon, 2022 ((en) A Tale of Sorcery…, Little, Brown Books for Young Readers, 2021)

#### Autres livres
- (en) The Curvy Tree, Little, Brown, 2015, livre illustré, 32 p.
- (en) The Land of Stories: A Treasury of Classic Fairy Tales, Little, Brown, 2016, 336 p.
- (en) Trollbella Throws a Party, Little, Brown, 2017, livre illustré, 32 p.
- (en) The Mother Goose Diaries, Little, Brown, 2017, 128 p.
- (en) Queen Red Riding Hood's Guide to Royalty, Little, Brown, 2017, 128 p.
- (en) The Ultimate Book Hugger's Guide, Little, Brown, 2020, guide, encyclopédie sur la série, 288 p.

### Romans indépendants
- Struck : Comment foudroyer sa réputation en un éclair, Michel Lafon, 2013 ((en) Struck by Lightning: The Carson Phillips Journal, Little, Brown Books for Young Readers, 2012)
- Le Voyage de nos vies, Michel Lafon, 2019 ((en) Stranger Than Fanfiction (en), Little, Brown and Company, 2017)

## Distinctions

### Récompenses
- Screen Actors Guild Awards 2009 : meilleure distribution dans une comédie pour Glee (partagé)
- Teen Choice Awards 2010 : meilleur « voleur de scène »  (scene stealer) masculin dans une série télévisée pour Glee
- Golden Globes 2011 : meilleur acteur dans un second rôle dans une série, une mini-série ou un téléfilm pour Glee
- Teen Choice Awards 2012 : meilleur acteur dans une série comique pour Glee
- People's Choice Award 2013 : meilleur acteur dans une série comique pour Glee
- People's Choice Award 2014 : meilleur acteur dans une série comique pour Glee

### Nominations
- Satellite Awards 2009 : meilleur acteur de second rôle dans une série, une mini-série ou un téléfilm pour Glee
- Emmy Awards 2010 : meilleur acteur dans un second rôle dans une comédie pour Glee
- Emmy Awards 2011 : meilleur acteur dans un second rôle dans une comédie pour Glee
- Teen Choice Awards 2013 : meilleur acteur dans une série comique pour Glee

## Voix française
Chris Colfer est doublé en français par Olivier Podesta.